# دانشگاه بودن‌کولتور وین

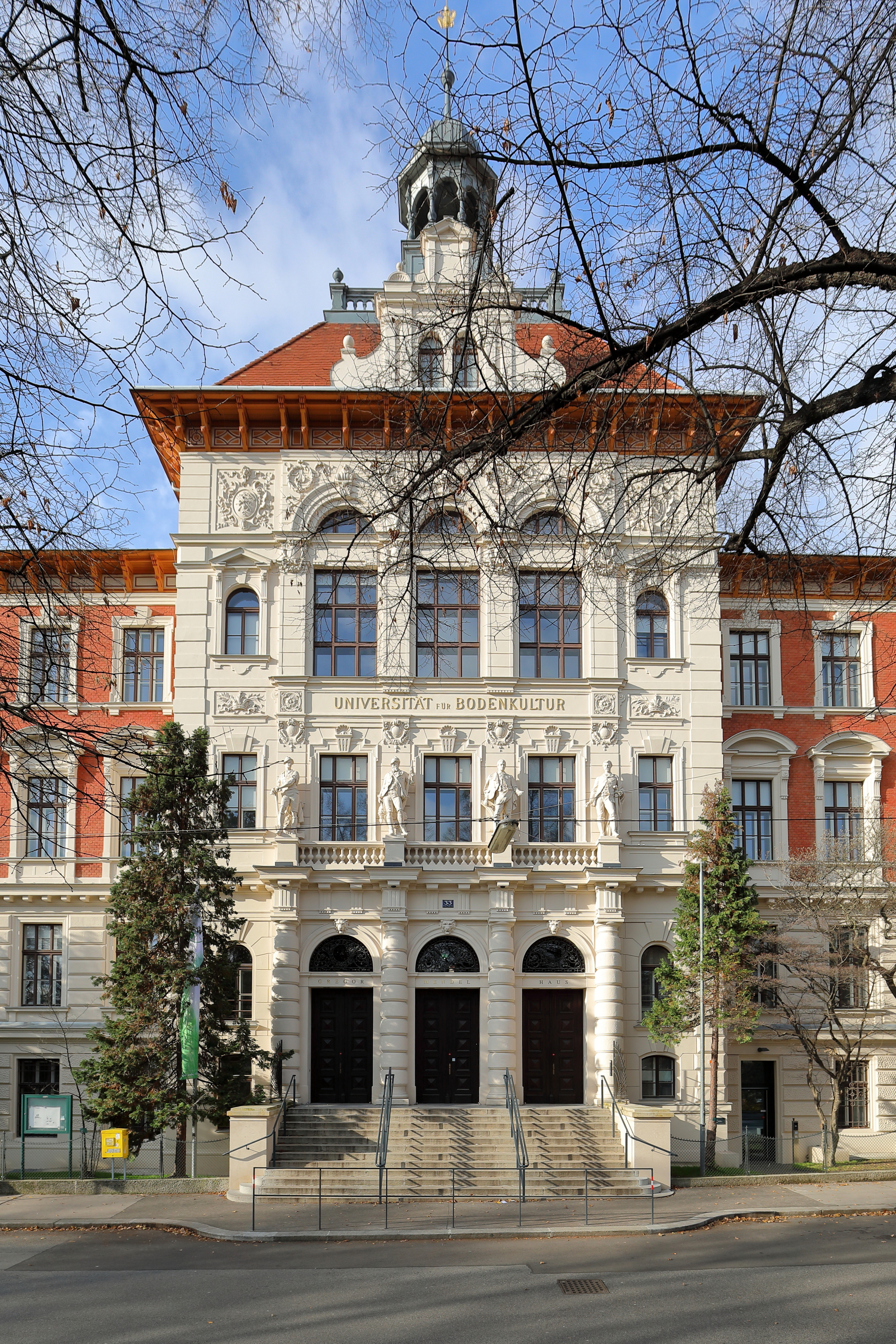
دانشگاه وین

دانشگاه منابع طبیعی و علوم زیستی وین(به انگلیسی: University of Natural Resources and Life Sciences) که به‌طور مختصر به دانشگاه BOKU معروف است (به آلمانی: Universität für Bodenkultur Wien) یک دانشگاه دولتی است که در شهر وین پایتخت کشور اتریش واقع شده‌است. تحصیل در دانشگاه بوکو به دو زبان آلمانی و انگلیسی ارائه میگردد. این دانشگاه به عنوان یک مرکز آموزش و تحقیقات منابع تجدید پذیر در سال ۱۸۷۲ میلادی در وین تأسیس گردید. دانشگاه BOKU در حال حاضر حدود ۱۱٬۳۹۷ نفر دانشجوی در حال تحصیل دارد و به عنوان یکی از بزرگترین دانشگاه‌های کشور اتریش و اروپا مشغول فعالیت می‌باشد.
پردیس اصلی دانشگاه BOKU در سال ۱۸۹۶ در مناطق ۱۸ و ۱۹ شهر وین بنا گردید. دپارتمان‌های اصلی این دانشگاه که عبارتنداز: کشاورزی، علوم خاک، باغبانی و دامداری هنوز در پردیس مرکزی این دانشگاه قرار دارند. یکی دیگر از پردیس دانشگاه در نزدیکی ایستگاه مترو هلیگنشتات واقع شده که در رشته‌های بیوتکنولوژی، شیمی، علوم گیاهی، مدیریت منابع آب، علوم غذایی و بخش‌های دیگر فعالیت دارد.
پروژه ساختمان جدید این دانشگاه با راه‌اندازی دپارتمان شیمی و مواد غذایی، علوم آزمایشگاه، امکانات جدید و سالن‌های سخنرانی مختلف در سال ۲۰۰۹ به پایان رسید. در این راستا یک مرکز تحقیقاتی در تولن شمال شهر وین، با امکانات و آزمایشگاه‌های علوم بیوتکنولوژی و کشاورزی نیز راه‌اندازی شده‌است.
برای تحقیقات و تدریس در دانشگاه BOKU این موارد از اهمیت ویژه‌ای برخوردارند: منابع طبیعی، محیط و کیفیت زندگی، غذا، تغذیه و سلامت.
این دانشگاه در رتبه بندی سال 2016 QS World University Rankings برترین دانشگاه‌های منابع طبیعی قاره اروپا رتبه هشتم(8) و در جهان رتبه سی و نهم(39) را کسب کرد.

## برنامه‌های تحصیلی
- علوم کشت و مهندسی محیط
- علوم غذایی و بیوتکنولوژی و جنگلداری
- معماری و طراحی چشم‌اندازها
- مدیریت محیط و منابع
- تکنولوژی چوب و فیبر

## برنامه‌های تحصیلی آلمانی در دورهٔ ارشد
- اقتصاد غذایی و کشاورزی و زیست کشاورزی
- علوم حیوانی و علوم گیاهی
- بیوتکنولوژی و مهندسی محیط
- علوم غذایی و تکنولوژی غذایی و جنگلبانی
- مدیریت زمین و مهندسی عمران و معماری و طراحی چشم‌انداز
- مدیریت محیط و منابع
- NAWARO – استفاده از منابع تجدید پذیر

## دانشکده‌ها
- گروه علوم مواد و مهندسی فرایند
- گروه بیوتکنولوژی
- گروه محیط زیست
- گروه شیمی
- گروه برای یکپارچه زیست‌شناسی و تنوع زیستی تحقیقات
- گروه علوم و صنایع غذایی
- علوم گروه چشم‌انداز، فضایی و زیرساخت
- گروه علوم اجتماعی و اقتصادی
- گروه سیستم‌های کشاورزی پایدار
- گروه مهندسی عمران و خطرات طبیعی
- گروه جنگل و علوم خاک
- گروه علوم گیاهی کاربردی و بیوتکنولوژی گیاهی
- بین دانشگاه گروه برای تکنولوژی زیست کشاورزی، IFA-Tulln
- گروه ژنتیک کاربردی و زیست‌شناسی سلولی

## دانش‌آموختگان سرشناس
- لئوپولد فیگل (۱۸مین صدراعظم اتریش)
- فرانتس فیشلر (سیاستمدار اتریشی)
- اریش فن چرماک (بذرشناس اتریشی)
- هانس توپی (زیست‌شیمیدان اتریشی)
- کارل براخر (ریاضیدان اتریشی)
- والتر بیتلریش (دانشمند جنگل‌داری اهل اتریش)